# Epeolus olympiellus
Epeolus olympiellus (лат.) — вид земляных пчёл-кукушек рода Epeolus из подсемейства Nomadinae (Apidae).

## Распространение
Северная Америка: США к западу от Скалистых гор до южной части Британской Колумбии.

## Описание
Мелкие слабоопушённые пчёлы, с беловато-жёлтыми отметинами на теле как у ос и рыжевато-красными ногами. Длина менее 1 см. Следующие морфологические признаки в сочетании могут быть использованы для отличия E. olympiellus от всех других североамериканских Epeolus, кроме E. banksi и E. minimus: у самок F2 не менее 1. 2 × в длину и ширину; мезоскутум имеет отчётливые, равномерно широкие парамедианные полосы, которые могут соединяться в задней части; аксилла маленького или среднего размера, не выходит за пределы средней длины мезоскутума (доходит до <2/3 его длины), но свободная часть более 1/4 длины всей медиальной длины аксиллы, а аксилла (за исключением иногда вершины) и мезоскутум чёрные; мезоплеврон плотно и равномерно пунктирован; тергит Т1 имеет четырехугольную дискальную ямку, при дорсальном виде продольная полоса по крайней мере в два раза шире ширины апикальной фасции; фасция Т2 имеет лопастные переднелатеральные расширения томентума. В то время как у E. banksi мезоскутум и метасомальные тергиты имеют полосы серых коротких вдавленных волосков, у E. olympiellus мезоскутум и метасомальные терги имеют полосы от белых до бледно-жёлтых коротких вдавленных волосков. В этом отношении E. olympiellus более похож на E. minimus, но у E. minimus фасции T3 и T4 не разделены латерально и полны или узко прерваны медиально, тогда как у E. olympiellus фасции T3 и T4 разделены или по крайней мере сужены латерально, а также медиально. В то время как на большей части ареала E. minimus имеет красновато-оранжевую окраску на лабруме, антеннах, переднеспинке и/или ногах, за исключением передних ног, от вертлугов до лапок, у E. olympiellus лабрум, антенны и ноги от тазиков до бёдер коричневые или чёрные. Epeolus olympiellus также похож на E. axillaris, но у E. axillaris метанотум имеет отчётливое постеромедиальное углубление (в отличие от плоского), а аксилла более вытянута, простираясь далеко за середину длины мезоскутеллума, но не так далеко назад, как его задний край.  Клептопаразиты пчёл рода Colletes, в гнёзда которых откладывают свои яйца. Максиллярные щупики 1-члениковые. 2-й стернит брюшка матовый. У самок на 6-м стерните брюшка расположены ланцетовидные, мелко зазубренные отростки. В переднем крыле три радиомедиальных ячейки, 1-я из них много крупнее 3-й. Вершина радиальной ячейки (по форме она эллиптическая) удалена от переднего края крыла. Задние голени со шпорами.